# Fernando Torres
Fernando José Torres Sanz (Madrid, 20. ožujka 1984.) poznatiji kao Fernando Torres,  bivši je španjolski nogometaš i reprezentativac.

## Klupska karijera

### Atlético Madrid
Karijeru je Torres započeo u mlađim uzrastima madridskog Atlética. Svoj prvi trofej osvojio je u dobi od 14 godina i to Nike turnir, a proglašen je i najboljim europskim nogometašem svoje dobne skupine. S 15 godina potpisao je svoj prvi ugovor s Atléticom. Sa 16 godina ušao je u prvu momčad juniora, ali je na početku sezone slomio potkoljeničnu kost i izbivao je sve do prosinca. Dana 27. svibnja 2001. Torres je odigrao prvu utakmicu za seniore, a tjedan dana kasnije postigao je svoj prvi gol protiv Albacetea.
U sljedećih pet sezona igrao je za seniorsku momčad Atlética i u 243 nastupa u svim natjecanjima postigao 91 gol. Godine 2007. u transferu vrijednom 20 milijuna funta prešao je iz Atlética u Liverpool.

### Liverpool
U sezoni 2007./08. Torres je u 33 utakmice Premiershipa postigao 24 gola, dok je sezonu poslije u 23 utakmice postigao 14 golova. U Ligi prvaka postigao je u dvije sezone 8 golova u 20 utakmica. Ukupno je za Liverpool u 142 nastupa u svim natjecanjima postigao 81 pogodak.

### Chelsea
Dana 31. siječnja 2011. Torres je u rekordnom (za engleske prilike) transferu vrijednom 50 milijuna funta prešao u londonski Chelsea. Debitirao je za Chelsea u porazu 0:1 upravo od bivšeg kluba, Liverpoola. S Chelsea u sezoni 2011./12. osvaja Fa Cup i Ligu prvaka. U zadnjoj utakmici sezone postiže svoj prvi hat-trick protiv QPR u pobjedi Chelsea 6-1.

### A.C. Milan
U ljeto 2014. Fernando odlazi na dvogodišnju posudbu u AC Milan, ali se zadržao samo 6 mjeseci.

### Atlético Madrid
U siječnju 2015. Fernando odlazi na jednogodišnju posudbu u Atlético Madrid. Nakon posudbe je madridski klub otkupio Torresov ugovor s A.C. Milanom. Potom je Španjolac potpisao jednogodišnji ugovor s Los Rojiblancos. Torres je u srpnju 2017. produžio ugovor do 2018. godine.

## Reprezentativna karijera
U dobi od 16 godina Torres je sa Španjolskom osvojio Europsko prvenstvo do 16 godina, a proglašen je i najboljim strijelcem i igračem tog natjecanja. S 18 godina zaigrao je na Europskom prvenstvu do 19 godina i osvojio ga. Također je bio najbolji strijelac i igrač.
Za A reprezentaciju debitirao je u sezoni 2004./05., a na Svjetskom prvenstvu u Njemačkoj 2006. zabio je 3 gola. Na Europskom prvenstvu 2008. u Austriji i Švicarskoj osvojio je s reprezentacijom prvo mjesto i pritom zabio 2 gola, uključujući i pobjednički pogodak u 33. minuti finalne utakmice protiv Njemačke. Na Svjetskom prvenstvu 2010. u Južnoafričkoj Republici za Španjolsku je odigrao 7 utakmica i nije postigao nijedan gol. No i bez njegovih golova Španjolska je postala svjetski prvak.Na Euru 2012. dobio je zlatnu loptu za najboljeg strijelca turnira jer je imao jednu asistenciju kao Mario Gomez, ali je proveo manje minuta na terenu. Na kupu Konederacija 2013. sa Španjolskom je osvojio drugo mjesto te je bio okrunjen za najbolje strijelca s 5 pogodaka.
Španjolski nogometni izbornik objavio je u svibnju 2016. širi popis od 25 kandidata za nastup na Europskom prvenstvu u Francuskoj, s kojeg je izostavio Torresa koji je bio u španjolskom sastavu na Svjetskom prvenstvu 2014. u Brazilu.

## Priznanja

### Klupska
Atlético Madrid
- Segunda Division: 2001./02.

Chelsea
- FA kup: 2011./12.
- UEFA Liga prvaka: 2011./12.
- UEFA Europska liga: 2012./13.

### Reprezentativna
Španjolska do 16 godina
- Europsko prvenstvo do 16 godina: 2001.

### Španjolska
- Europsko prvenstvo: 2008., 2012.
- Svjetsko prvenstvo: 2010.
- Konfederacijski kup: 2009. (3. mjesto), 2013. (2. mjesto)

## Vanjske poveznice
- Službena stranica (šp.)(engl.)
- Profil na web-stranici Atlético Madrida  Arhivirana inačica izvorne stranice od 7. siječnja 2015. (Wayback Machine) (engl.)

### Ostali projekti
|  | Zajednički poslužitelj ima još gradiva o temi Fernando Torres |